# Баланда (река)
Баланда́ — река в Саратовской области России, протекает по Екатериновскому, Калининскому и Лысогорскому районам, правый приток среднего течения Медведицы (впадает в неё в 447 километрах от устья).

## Описание
Длина реки — 164 километров, площадь водосборного бассейна — 1 900 км². 
Баланда — один из основных притоков Медведицы.
Река берёт начало на водоразделе рек Хопёр и Медведица близ села Упоровка. Впадает в Медведицу у села Симоновка. В среднем течении реки находятся (расположены) село Большая Ольшанка, город Калининск (в прошлом слобода Баланда(Баландинский городок)).
Баланда протекает на юго-западе Приволжской возвышенности. Питание реки преимущественно снеговое. Ранее вся долина реки была покрыта лесом.
Рядом с рекой было много глубоководных озёр: Бобровое, Тростовое, Подгорное, Лебяжье, Журавское.

## Притоки
Основные притоки:
- правые — Средняя Баланда, Боровая Криуша (Кривая Баланда), Мокрая Лебедка, Избуха;
- левые — Ольшанка, Сухая Лебедка;